# Волейбол на летних Олимпийских играх 1984
Соревнования по волейболу на Играх XXIII Олимпиады проходили с 29 июля по 10 августа 1984 года в Лос-Анджелесе (США) с участием 10 мужских и 8 женских национальных сборных команд. Было разыграно 2 комплекта наград. Чемпионский титул у мужчин выиграла сборная США, у женщин — сборная Китая.

## Команды-участницы

### Мужчины
США — страна-организатор;
Бразилия — по итогам чемпионата мира 1982 года (2-е место);
Япония, Канада, Аргентина, Египет — по итогам континентальных чемпионатов 1983 года;
Китай, Италия, Тунис, Южная Корея — вместо отказавшихся от участия в Олимпиаде-1984 СССР, Кубы, Польши и Болгарии.

### Женщины
США — страна-организатор;
Китай — чемпион мира 1982 года;
Южная Корея, Перу — по итогам континентальных чемпионатов 1983 года;
Япония — по итогам Кубка мира-1981 (вместо африканской команды).
Бразилия, Канада, ФРГ — вместо отказавшихся от участия в Олимпиаде-1984 СССР, Кубы, и ГДР.

## Призёры
|         | Золото | Серебро | Бронза |
| Мужчины | США Крэйг Бак Алдис Берзинс Марк Валдье Дуглас Дворак Ричард Дувелу Карч Кирай Крис Марлоу Патрик Пауэр Пол Сандерленд Дэйв Сандерс Стивен Сэлмон Стив Тиммонс | Бразилия Амаури Рибейро Фернанду д'Авила Ренан Дал Зотто Домингус Нету Мариу Нету Вильям Карвальу Жозе Монтанару Руй Насименту Бернард Райзман Антониу Рибейру Бернардо Резенди Маркус Фрейри | Италия Франко Бертоли Паоло Векки Фабио Вулло Франческо Даль'Олио Джанкарло Даметто Джованни Ланфранко Андреа Луккетта Пьер Луккетта Гвидо Луиджи Марко Негри Пьеро Ребауденго Джованни Эррикьелло |
| Женщины | Китай Ли Яньцзюнь Лан Пин Лян Янь Су Хуэйцзюань Хоу Юйчжу Чжан Жунфан Цзян Ин Чжэн Мэйчжу Чжоу Сяолань Чжу Лин Ян Сяоцзюнь Ян Силань                           | США Каролин Беккер Джанна Бипре Джулия Воллертсен Дебби Грин Рита Крокетт Паула Вейсхофф Сузан Вудстра Роза Мэджерс Кимберли Раддинс Лаура Флашмейер Фло Химан Линда Чизхольм                 | Япония Кёко Исида Ёко Кагабу Юко Мицуя Кэйко Миядзима Кимиэ Морита Куми Накада Эмико Одака Сатико Отани Каёко Сугияма Нориэ Хиро Миёко Хиросэ Юми Эгами                                            |

## Результаты

### Мужчины

#### Группа А
- 1-й тур. 29 июля

Южная Корея — Тунис 3:0 (15:7, 15:7, 15:7).
США — Аргентина 3:1 (15:6, 15:7, 10:15, 15:8).
- 2-й тур. 31 июля

Бразилия — Аргентина 3:1 (15:8, 15:8, 16:18, 15:13).
США — Тунис 3:0 (15:3, 15:2, 15:3).
- 3-й тур. 2 августа

Бразилия — Тунис 3:0 (15:5, 15:9, 15:2).
США — Южная Корея 3:0 (15:13, 15:9, 15:6).
- 4-й тур. 4 августа

Аргентина — Тунис 3:0 (15:9, 15:7, 15:3).
Южная Корея — Бразилия 3:1 (15:4, 15:13, 13:15, 15:8).
- 5-й тур. 6 августа

Южная Корея — Аргентина 3:2 (15:6, 14:16, 13:15, 15:7, 15:12).
Бразилия — США 3:0 (15:10, 15:11, 15:2).
| Команда        | 1   | 2   | 3   | 4   | 5   | И | В | П | С/П  | О |
| -------------- | --- | --- | --- | --- | --- | - | - | - | ---- | - |
| 1. Бразилия    |     | 3:0 | 1:3 | 3:1 | 3:0 | 4 | 3 | 1 | 10:4 | 6 |
| 2. США         | 0:3 |     | 3:0 | 3:1 | 3:0 | 4 | 3 | 1 | 9:4  | 6 |
| 3. Южная Корея | 3:1 | 0:3 |     | 3:2 | 3:0 | 4 | 3 | 1 | 9:6  | 6 |
| 4. Аргентина   | 1:3 | 1:3 | 2:3 |     | 3:0 | 4 | 1 | 3 | 7:9  | 2 |
| 5. Тунис       | 0:3 | 0:3 | 0:3 | 0:3 |     | 4 | 0 | 4 | 0:12 | 0 |

#### Группа В
- 1-й тур. 29 июля

Япония — Китай 3:0 (15:9, 15:9, 15:8).
Италия — Канада 3:1 (10:15, 15:4, 15:6, 15:7).
- 2-й тур. 31 июля

Канада — Египет 3:0 (15:10, 15:9, 15:3).
Италия — Китай 3:0 (15:5, 16:14, 15:13).
- 3-й тур. 2 августа

Китай — Египет 3:0 (15:3, 15:6, 18:16).
Япония — Италия 3:2 (5:15, 11:15, 15:10, 15:10, 16:14).
- 4-й тур. 4 августа

Япония — Египет 3:0 (15:6, 15:10, 15:11).
Канада — Китай 3:0 (15:8, 15:7, 15:3).
- 5-й тур. 6 августа

Канада — Япония 3:0 (15:10, 15:8, 15:9).
Италия — Египет 3:0 (15:4, 15:7, 15:6).
| Команда   | 1   | 2   | 3   | 4   | 5   | И | В | П | С/П  | О |
| --------- | --- | --- | --- | --- | --- | - | - | - | ---- | - |
| 1. Канада |     | 1:3 | 3:0 | 3:0 | 3:0 | 4 | 3 | 1 | 10:3 | 6 |
| 2. Италия | 3:1 |     | 2:3 | 3:0 | 3:0 | 4 | 3 | 1 | 11:4 | 6 |
| 3. Япония | 0:3 | 3:2 |     | 3:0 | 3:0 | 4 | 3 | 1 | 9:5  | 6 |
| 4. Китай  | 0:3 | 0:3 | 0:3 |     | 3:0 | 4 | 1 | 3 | 3:9  | 2 |
| 5. Египет | 0:3 | 0:3 | 0:3 | 0:3 |     | 4 | 0 | 4 | 0:12 | 0 |

#### Классификационный раунд
- Полуфиналы за 5—8-е места. 8 августа

Южная Корея — Китай 3:1 (15:4, 15:11, 6:15, 19:17).
Аргентина — Япония 3:1 (9:15, 15:10, 15:10, 15:11).
- Матч за 7-е место. 10 августа

Япония — Китай 3:0 (16:14, 15:9, 15:6).
- Матч за 5-е место. 10 августа

Южная Корея — Аргентина 3:1 (15:13, 9:15, 15:9, 15:7).

#### 1/2 финала
8 августа
Бразилия — Италия 3:1 (12:15, 15:2, 15:3, 15:5).
США — Канада 3:0 (15:6, 15:10, 15:7).

#### Матч за 3-е место
11 августа
Италия — Канада 3:0 (15:11, 15:12, 15:8).

#### Финал
11 августа
США — Бразилия 3:0 (15:6, 15:6, 15:7).

#### Индивидуальные призы
| Самый результативнай | Лучший в атаке | Лучший на блоке | Лучший на подаче | Лучший на приёме |
| -------------------- | -------------- | --------------- | ---------------- | ---------------- |
| Кан Ман Су           | Монтанаро      | Уго Конте       | Монтанаро        | Алдис Берзинс    |

#### Итоговое положение
| США            |
| Бразилия       |
| Италия         |
| 4. Канада      |
| 5. Южная Корея |
| 6. Аргентина   |
| 7. Япония      |
| 8. Китай       |
| 9. Тунис       |
| 10. Египет     |

### Женщины

#### Группа А
- 1-й тур. 30 июля

Перу — Канада 3:0 (15:9, 15:10, 15:4).
Япония — Южная Корея 3:1 (8:15, 15:11, 15:2, 15:7).
- 2-й тур. 1 августа

Южная Корея — Канада 3:0 (15:10, 15:1, 15:3).
Япония — Перу 3:0 (15:8, 15:7, 15:5).
- 3-й тур. 3 августа

Перу — Южная Корея 3:2 (15:8, 15:6, 7:15, 6:15, 15:3).
Япония — Канада 3:0 (15:6, 15:6, 15:6).
| Команда        | 1   | 2   | 3   | 4   | И | В | П | С/П | О |
| -------------- | --- | --- | --- | --- | - | - | - | --- | - |
| 1. Япония      |     | 3:0 | 3:1 | 3:0 | 3 | 3 | 0 | 9:1 | 6 |
| 2. Перу        | 0:3 |     | 3:2 | 3:0 | 3 | 2 | 1 | 6:5 | 4 |
| 3. Южная Корея | 1:3 | 2:3 |     | 3:0 | 3 | 1 | 2 | 6:6 | 2 |
| 4. Канада      | 0:3 | 0:3 | 0:3 |     | 3 | 0 | 3 | 0:9 | 0 |

#### Группа B
- 1-й тур. 30 июля

Китай — Бразилия 3:0 (15:13, 15:10, 15:11).
США — ФРГ 3:0 (17:15, 15:8, 15:8).
- 2-й тур. 1 августа

Китай — ФРГ 3:0 (15:5, 15:6, 15:3).
США — Бразилия 3:2 (12:15, 10:15, 15:5, 15:5, 15:12).
- 3-й тур. 3 августа

ФРГ — Бразилия 3:0 (15:9, 16:14, 15:11).
США — Китай 3:1 (15:13, 7:15, 16:14, 15:12).
| Команда     | 1   | 2   | 3   | 4   | И | В | П | С/П | О |
| ----------- | --- | --- | --- | --- | - | - | - | --- | - |
| 1. США      |     | 3:1 | 3:0 | 3:2 | 3 | 3 | 0 | 9:3 | 6 |
| 2. Китай    | 1:3 |     | 3:0 | 3:0 | 3 | 2 | 1 | 7:3 | 4 |
| 3. ФРГ      | 0:3 | 0:3 |     | 3:0 | 3 | 1 | 2 | 3:6 | 2 |
| 4. Бразилия | 2:3 | 0:3 | 0:3 |     | 3 | 0 | 3 | 2:9 | 0 |

#### Классификационный раунд
- Полуфиналы за 5—8-е места. 5 августа

ФРГ — Канада 3:0 (15:5, 15:7, 15:1).
Южная Корея — Бразилия 3:1 (13:15, 15:13, 15:9, 15:10).
- Матч за 7-е место. 7 августа

Бразилия — Канада 3:0 (15:9, 15:3, 15:8). 
- Матч за 5-е место. 7 августа

Южная Корея — ФРГ 3:0 (15:10, 15:10, 15:2).

#### 1/2 финала
5 августа
США — Перу 3:0 (16:14, 15:9, 15:10).
Китай — Япония 3:0 (15:10, 15:7, 15:9).

#### Матч за 3-е место
7 августа
Япония — Перу 3:1 (13:15, 15:4, 15:7, 15:10).

#### Финал
7 августа
Китай — США 3:0 (16:14, 15:3, 15:9).

#### Индивидуальные призы
| Самая результативная | Лучшая в атаке    | Лучшая на блоке | Лучшая на подаче | Лучшая на приёме |
| -------------------- | ----------------- | --------------- | ---------------- | ---------------- |
| Мария Салгадо        | Джулия Воллертсен | Роза Мэджерс    | Чжэн Мэйчжу      | Элоиза Роес      |

#### Итоговое положение
| Китай          |
| США            |
| Япония         |
| 4. Перу        |
| 5. Южная Корея |
| 6. ФРГ         |
| 7. Бразилия    |
| 8. Канада      |